# Torneio Pré-Olímpico de Voleibol Feminino de 2016 - NORCECA
O torneio pré-olímpico de voleibol feminino da NORCECA de 2016 ocorreu de 7 a 9 de janeiro de 2016. Foi disputado por quatro equipes da América do Norte e da América Central e a seleção dos Estados Unidos assegurou vaga nos Jogos Olímpicos de 2016.Ainda com chances de aspirar uma vaga nos referidos jogos, através do feito da segunda colocação final a  seleção da República Dominicana disputará o Pré-Olímpico Mundial 1 ; na terceira posição final a seleção de Porto Rico disputará o Pré-Olímpico Mundial 2.

## Equipes participantes
| Equipes              |
| -------------------- |
| Canadá               |
| República Dominicana |
| Porto Rico           |
| Estados Unidos       |

## Quadrangular
|     |                      |     | Jogos | Jogos | Jogos | Resultados | Resultados | Resultados | Resultados | Resultados | Resultados | Sets | Sets | Sets  | Pontos | Pontos | Pontos |
| Pos | Equipe               | Pts | T     | V     | D     | 3–0        | 3–1        | 3–2        | 2–3        | 1–3        | 0–3        | V    | P    | R     | V      | P      | R      |
| --- | -------------------- | --- | ----- | ----- | ----- | ---------- | ---------- | ---------- | ---------- | ---------- | ---------- | ---- | ---- | ----- | ------ | ------ | ------ |
| 1   | Estados Unidos       | 9   | 3     | 3     | 0     | 2          | 1          | 0          | 0          | 0          | 0          | 9    | 1    | 9,000 | 249    | 173    | 1.439  |
| 2   | República Dominicana | 6   | 3     | 2     | 1     | 0          | 2          | 0          | 0          | 0          | 1          | 6    | 5    | 1.200 | 249    | 246    | 1.012  |
| 3   | Porto Rico           | 3   | 3     | 1     | 2     | 1          | 0          | 0          | 0          | 2          | 0          | 5    | 6    | 0.833 | 232    | 258    | 0.899  |
| 4   | Canadá               | 0   | 3     | 0     | 3     | 0          | 0          | 0          | 0          | 1          | 2          | 1    | 9    | 0.111 | 205    | 258    | 0.795  |

- Horário UTC−06:00

| Data  | Hora  |                         | Placar |                         | Set 1 | Set 2 | Set 3 | Set 4 | Set 5 | Total  | Relatório |
| ----- | ----- | ----------------------- | ------ | ----------------------- | ----- | ----- | ----- | ----- | ----- | ------ | --------- |
| 7 jan | 17:00 | 'República Dominicana ' | 3–1    | Porto Rico              | 17–25 | 25–13 | 25–23 | 25–23 |       | 92–84  | 92–84     |
| 7 jan | 19:48 | 'Estados Unidos '       | 3–0    | Canadá                  | 25–18 | 25–18 | 25–15 |       |       | 75–51  | 75–51     |
| 8 jan | 17:00 | Canadá                  | 1–3    | ' República Dominicana' | 27–25 | 12–25 | 24–26 | 20–25 |       | 83–101 | 87–101    |
| 8 jan | 19:46 | 'Estados Unidos '       | 3–1    | Porto Rico              | 25–14 | 24–26 | 25–12 | 25–14 |       | 99–66  | 99–66     |
| 9 jan | 17:00 | 'Porto Rico '           | 3–0    | Canadá                  | 32–30 | 25–17 | 25–20 |       |       | 82–67  | 82–67     |
| 9 jan | 20:08 | 'Estados Unidos '       | 3–0    | República Dominicana    | 25–19 | 25–19 | 25–18 |       |       | 75–56  | 75–56     |

## Classificação final
| Rank | Team                 |
| ---- | -------------------- |
| 1    | Estados Unidos       |
| 2    | República Dominicana |
| 3    | Porto Rico           |
| 4    | Canadá               |

## Prêmios individuais
| MVP (Most Valuable Player) | Nicole Fawcett        | Estados Unidos       |
| Oposta                     | Nicole Fawcett        | Estados Unidos       |
| 1ª Ponteira                | Jordan Larson-Burbach | Estados Unidos       |
| 2ª Ponteira                | Stephanie Enright     | Porto Rico           |
| 1ª Central                 | Lucille Charuk        | Canadá               |
| 2ª Central                 | Tori Dixon            | Estados Unidos       |
| Líbero                     | Janie Guimond         | Canadá               |
| Levantadora                | Alisha Glass          | Estados Unidos       |
| Melhor recepção            | Kelsey Robinson       | Estados Unidos       |
| Melhor defesa              | Brenda Castillo       | República Dominicana |
| Melhor saque               | Gina Mambru Casilla   | República Dominicana |